# Proprioseiopsis mexicanus
Proprioseiopsis mexicanus är en spindeldjursart som först beskrevs av Garman 1958.  Proprioseiopsis mexicanus ingår i släktet Proprioseiopsis och familjen Phytoseiidae. Inga underarter finns listade i Catalogue of Life.